# ダヴィディウ・ブリドの戦い
ダヴィディウ・ブリドの戦いは、2022年のロシアによるウクライナ侵攻の際のウクライナの反攻作戦である。ロシアのウクライナ南部への攻勢に反発し、ウクライナ軍はロシアが占領したヘルソン州の一部を奪還し、ベリスラフ地区ダヴィディウ・ブリド付近を解放した。

## 背景
2022年2月24日にロシアは2014年に始まったドンバス戦争を急拡大させ、ウクライナに侵攻した。この侵攻により、第二次世界大戦以降、ヨーロッパで最も急速に拡大した難民危機が発生し  、650万人以上のウクライナ人が国外に脱出し、人口の3分の1が避難した。2月24日から3月1日までロシア軍はベルディエンスクやメリトポリなどのヘルソン州をほぼ奪取した。
3月2日、ロシア軍はヘルソンを占領し、侵攻中にロシアに占領された最初のウクライナの主要都市となった。3月にロシア軍はムィコラーイウ州の突破を試みたが、4月初めには撃退され、ヘルソン-ムィコラーイウ戦線は膠着した。

## 戦闘経過
5月27日の午後、ウクライナはヘルソン州のダヴィディウ・ブリド付近で反攻を開始したウクライナ軍は、アメリカ製のM777榴弾砲の支援を受けて、5月27日の夜から28日にかけてヘルソンの北東50マイルのダヴィディウ・ブリド付近でインフレツィ川を横断した。ロシア軍はダヴィディウ・ブリドから数マイル南西の3つの町まで後退し、その防衛をウクライナ参謀本部は「不利」と表現した。翌日の新しい報告で、ウクライナ軍が限定的な反撃を行い、ロシア軍に防衛を強いることに成功したことが確認された。このウクライナの反撃は南軸に沿って強力な防御陣地を確立しようとするロシアの努力を混乱させ、占領された南ウクライナの行政支配を強化しようとするロシアを遅らせることを目的としていた。
5月31日、衛星画像からロシア軍がダヴィディウ・ブリドから撤退し、それまでの数日間に町の周辺の場所に陣地を構えたことを示した。その時点では、ウクライナ軍が町に入ったのか、アンドリーウカやビロヒルカ付近に陣地を構えていたのかは明らかでなかった。しかし、同日の夕方、ロシア軍とウクライナ軍の戦闘が激化した。5月31日から6月1日にかけての夜、ウクライナの情報筋は、ウクライナ軍がダヴィディウ・ブリドの町を占領したと発表した。
ダヴィディウ・ブリドをめぐるウクライナ軍とロシア軍の激しい戦闘は6月前半に続き、両軍とも完全な支配を得ることができなかった。両軍とも砲撃が常態化した。6月6日、ロシアの情報筋はダヴィディフ・ブリッドのウクライナ軍の橋頭堡が破壊され、ウクライナ軍がインフレツィ川を越えて押し戻されたと報告し、2週間後に戦争研究所（ISW）はロシア軍が川の東岸を奪還したことを確認した。
6月13日、ウクライナ軍はダヴィディウ・ブリドの近くでロシア軍と激しい戦闘を続けていると報告された。ウクライナ軍司令官は、自軍が徐々にロシア軍を後退させ、第2、第3の防衛線を試していると主張したが、これは後にISWによって否定された。川での砲撃戦は6月17日から21日にかけても続き、ISWはロシア軍が6月17日以前にウクライナ軍を押し返したと報告している。